# Садовый (Нижнереутчанский сельсовет)
Садовый — хутор в Медвенском районе Курской области России. Входит в состав Нижнереутчанского сельсовета.

## География
Хутор находится на юге центральной части Курской области, в пределах Среднерусской возвышенности, в лесостепной зоне, на правом берегу ручья Медвенский Колодезь (левый приток реки Полной), к востоку от автодороги М2, на расстоянии примерно 1 километра (по прямой) к востоку от Медвенки, административного центра района. Абсолютная высота — 193 метра над уровнем моря.

### Климат
Климат характеризуется как умеренно континентальный, с тёплым летом и умеренно холодной зимой. Среднегодовая температура воздуха — 5,5 °C. Абсолютный минимум температуры воздуха самого холодного месяца (января) составляет −37 °C; абсолютный максимум самого тёплого месяца (июля) — 35 °C. Безморозный период длится около 151 дня в году. Среднегодовое количество атмосферных осадков составляет 587 мм, из которых большая часть выпадает в тёплый период.

### Часовой пояс
Хутор Садовый, как и вся Курская область, находится в часовой зоне МСК (московское время). Смещение применяемого времени относительно UTC составляет +3:00.

## Население
| 2002 | 2010 |
| ---- | ---- |
| 111  | ↘82  |

### Половой состав
По данным Всероссийской переписи населения 2010 года в половой структуре населения мужчины составляли 40,2 %, женщины — соответственно 59,8 %.

### Национальный состав
Согласно результатам переписи 2002 года, в национальной структуре населения русские составляли 95 %.

## Инфраструктура
Личное подсобное хозяйство. В хуторе 54 дома.

## Транспорт
Садовый находится в 2 км от автодороги федерального значения М2 «Крым» (часть европейского маршрута E 105), на автодорогe межмуниципального значения 38Н-251 (М-2 «Крым» — Садовый), в 27 км от ближайшего ж/д остановочного пункта 457 км (линия Льгов I — Курск).
В 89 км от аэропорта имени В. Г. Шухова (недалеко от Белгорода).